# Wilson Kigen
Wilson Kipkemboi Kigen (15 september 1980) is een Keniaans atleet, die zich heeft gespecialiseerd in de lange afstand.
Kigen won in 2000 en 2002 de halve marathon van Egmond. In 2001 won hij Groet Uit Schoorl en in 2002 won hij de Bredase Singelloop, de Tilburg Ten Miles (46.32) en de 20 van Alphen (58.47).
In 2006 won hij de 10 km van Gouda in 28.02 minuten. In datzelfde jaar werd hij zesde op de marathon van Seoel in 2:12.36.

## Persoonlijke records
| Onderdeel       | Prestatie | Datum            | Plaats              |
| --------------- | --------- | ---------------- | ------------------- |
| 10 km           | 28.02     | 8 september 2006 | Gouda               |
| 15 km           | 43.09     | 3 september 2006 | Tilburg             |
| 20 km           | 58.47     | 10 maart 2002    | Alphen aan den Rijn |
| halve marathon  | 1:01.11   | 23 maart 2002    | Den Haag            |
| marathon        | 2:08.34   | 30 oktober 2005  | Frankfurt           |
| 10 Engelse mijl | 46.25     | 3 juni 2001      | Tilburg             |

## Palmares

### 10 km
- 2001:  Stadsloop Appingedam - 29.29
- 2004:  Parelloop - 28.11
- 2006:  Goudse Nationale Singelloop - 28.02

### 15 km
- 2001:  Posbankloop - 45.19
- 2002:  Montferland Run - 45.43

### 10 Eng. mijl
- 2000: 5e Tilburg Ten Miles - 47.54
- 2001:  Dam tot Damloop - 46.12
- 2001:  Tilburg Ten Miles - 46.25
- 2002:  Tilburg Ten Miles - 46.32
- 2006:  Tilburg Ten Miles - 46.28
- 2006: 5e Dam tot Damloop - 47.11

### 20 km
- 2001:  Kruikenloop - 1:08.27
- 2003: 6e 20 van Alphen - 58.59

### halve marathon
- 2000:  halve marathon van Egmond - 1:02.38
- 2001:  halve marathon van Egmond - 1:03.46
- 2001:  Groet uit Schoorl Run - 1:04.54
- 2001:  Bredase Singelloop - 1:02.04
- 2002:  City-Pier-City Loop - 1:01.11
- 2002:  halve marathon van Egmond - 1:02.40
- 2005:  halve marathon van Egmond - 1:04.08
- 2006:  halve marathon van Egmond - 1:03.30
- 2007: 7e halve marathon van Egmond - 1:06.15

### marathons
- 2002: 8e marathon van Eindhoven - 2:13.49
- 2005:  marathon van Frankfurt - 2:08.34
- 2006: 4e marathon van Seoel - 2:09.47
- 2007:  marathon van Gyeongju - 2:09.56
- 2007: 7e marathon van Seoel - 2:12.36
- 2008:  marathon van Frankfurt - 2:08.16
- 2009: 9e marathon van Daegu - 2:10.50
- 2009: 17e marathon van Frankfurt - 2:13.01